# Maison Chastenet (Issac)
La maison Chastenet est un édifice français situé sur la commune d'Issac, dans le département de la Dordogne.
Elle fait l'objet d'une protection au titre des monuments historiques.

## Localisation
La maison Chastenet se situe dans le département de la Dordogne, dans le Landais, à l'entrée sud-ouest du village d'Issac, sur la route départementale 38, une centaine de mètres à l'ouest de la tour Saint-Jacques.

## Historique et architecture
La construction de la maison Chastenet, propriété d'un maître de forges, s'est achevée en 1707. Elle se compose d'un corps de logis principal orienté est-ouest. Non attenants, des communs ont été ajoutés à l'est et au sud-ouest, ainsi qu'un pigeonnier (qui n'a plus cette fonction) au sud-est.
Les façades et toitures du bâtiment principal, des communs et de l'ancien pigeonnier, ainsi que plusieurs cheminées intérieures, font l’objet d’une inscription au titre des monuments historiques depuis le 2 juillet 1987.

## Galerie de photos

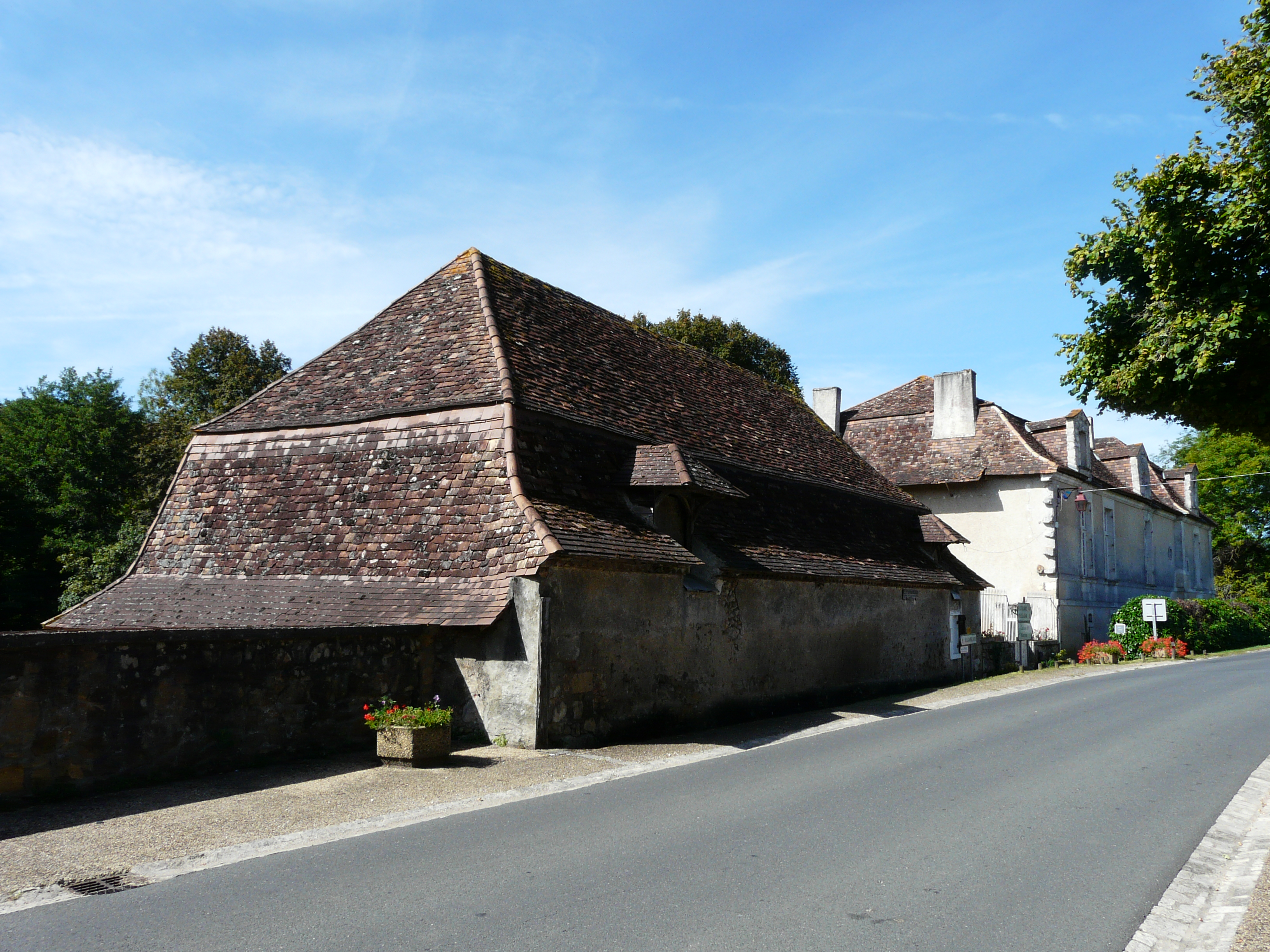
Les communs situés à l'est du logis principal.
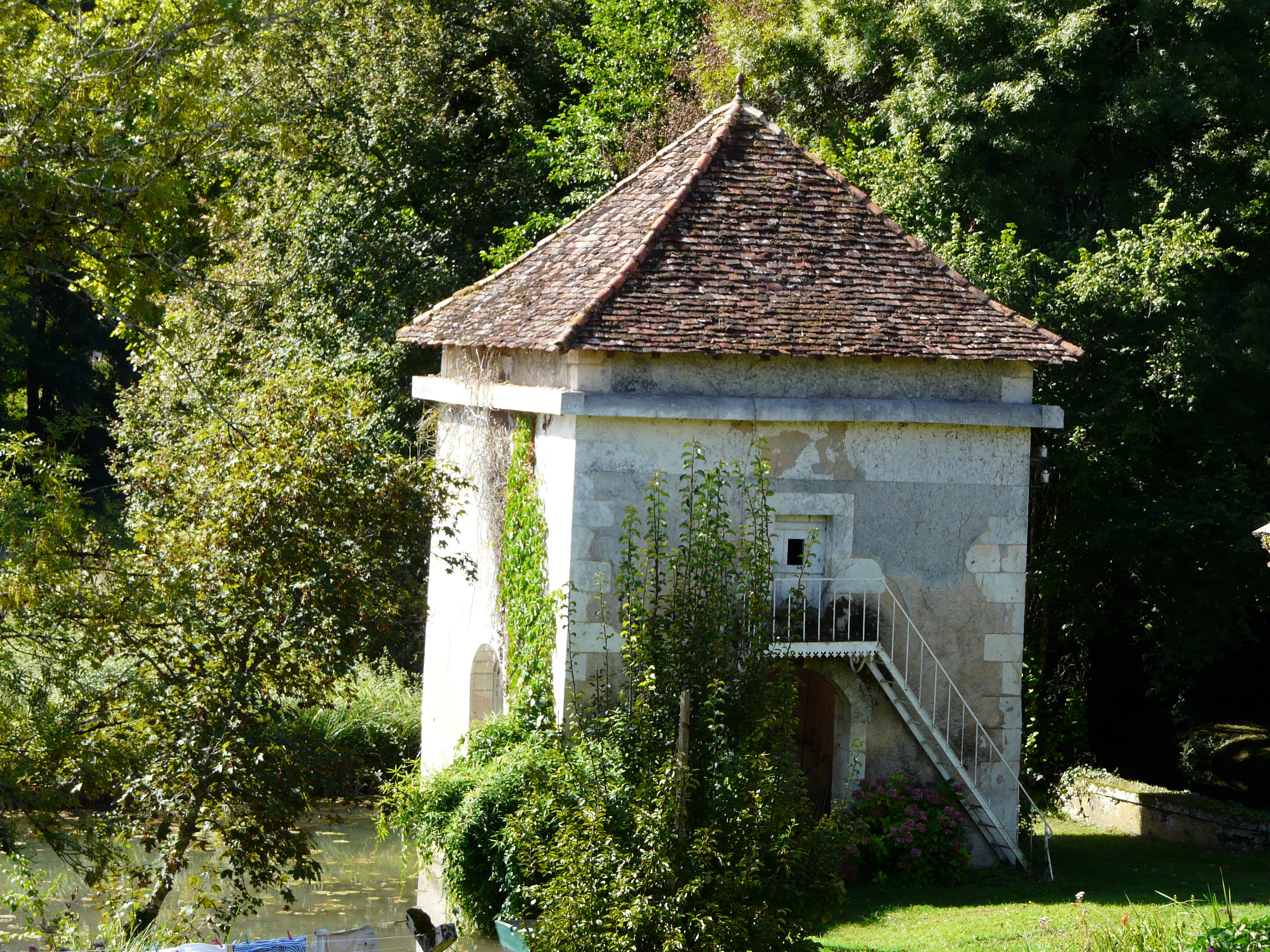
L'ancien pigeonnier.